# Canongate Books
Canongate Books, llamada a veces simplemente Canongate, es una editorial independiente, con sede en Edimburgo (Escocia). Recibe su nombre de la zona The Canongate, en su ciudad de origen. Es famosa, principalmente, por haber publicado el libro La vida de Pi, ganador del Premio Booker. Además, fue nombrada como la «editorial que publica libros premiados del año», en 2003 y 2009.

## Fundación
Canongate fue fundada en 1973 por Stephanie Wolfe Murray y su marido, Angus Wolfe Murray. Originalmente fue una editorial especializada en libros de interés sobre Escocia, generalmente de tiradas pequeñas; su autor más destacado era Alasdair Gray. En 1994 fue comprada por Jamie Byng, con fondos proporcionados por su padrastro, Christopher Bland y su suegro, Charlie McVeigh. A partir de ese momento comenzó a publicar libros de interés más general. Realizó pequeñas ediciones de los libros de la Biblia, llamadas Pocket Canons, además de reediciones de novelas policíacas populares en la colección Payback Press, y publicó la revista Rebel Inc.. Byng es el director de publicaciones de la compañía.
En junio de 2010 se anunció que se establecería un «archivo vivo» de Canongate Books en la Universidad de Dundee, en colaboración con el Servicio de Archivos de dicha institución, que se utilizaría para la enseñanza y la investigación.

## Asociados y empresas conjuntas
Canongate tuvo una empresa hermana en Australia, Text Publishing, pero los intereses de Canongate se vendieron en 2011. También tiene empresas conjuntas con Walker Books, una editorial infantil, que publica una selección de obras de su lista de literatura juvenil. Grove Atlantic publica bajo el sello de Canongate en Estados Unidos, también bajo acuerdo. En marzo de 2010, Canongate y Dirtee Stank anunciaron un acuerdo para publicar las memorias de Dizzie Rascal, aunque no pudo concretarse más adelante.
Canongate forma parte de la Independent Alliance, una alianza global de diez editoriales del Reino Unido, junto con sus socios internacionales. En 2009, esta asociación era la quinta con mayor cantidad de publicaciones en su región.
También trabaja junto a Enhanced Editions para producir libros para iPhone y iPad; publicaron obras de Hilary Mantel y Philip Pullman.